# حلوان (إيران)
حلوان هو اسم لمدينة قديمة في منطقة جبال زاغروس وهي اليوم بغرب إيران قريبا من كرمنشاه ونهر ديالى. وقد فتحها المسلمون في عام (16 هـ/ 638 م) على يد القعقاع بن عمرو التميمي وقتل أميرها خسروشنوم. ودخلها هولاكو سنة 655 هـ / 1257 م.
وقد كانت حلوان مقاطعة حضرية تابعة للكنيسة السريانية الشرقية ما بين قرني الثامن والثاني عشر.

## وصلات خارجية
- فتح فارس
- حصار المغول وتدميرهم لبغداد 1258